# Észak-amerikai országok zászlóinak képtára
Ez a galéria Észak-Amerika országainak és észak-amerikai tagállamokkal rendelkező nemzetközi szervezetek zászlóit mutatja be.

## Nemzetközi

CARICOM zászlaja
NATO zászlaja

## Karibi

Antigua és Barbuda zászlaja
Aruba zászlaja (Hollandia)
Barbados zászlaja
Bonaire zászlaja
Brit Virgin-szigetek zászlaja (Nagy-Britannia)
Kuba zászlaja
Curaçao zászlaja
Dominikai Közösség zászlaja
Dominikai Köztársaság zászlaja
Grenada zászlaja
Haiti zászlaja
Jamaica zászlaja
Martinique zászlaja (Franciaország)
Montserrat zászlaja (Nagy-Britannia)
Holland Antillák zászlaja (Hollandia) (2010-ben felbomlott)
Puerto Rico zászlaja (Egyesült Államok)
Saba zászlaja
Saint Kitts és Nevis zászlaja
Saint Lucia zászlaja
Saint Vincent és a Grenadine-szigetek zászlaja
Sint Eustatius zászlaja
Sint Maarten zászlaja
Trinidad és Tobago zászlaja
Turks- és Caicos-szigetek zászlaja (Nagy-Britannia)

## Észak-Amerika

Bahama-szigetek zászlaja
Belize zászlaja
Bermuda zászlaja (Nagy-Britannia)
Costa Rica zászlaja
Grönland zászlaja (Dánia)
Guatemala zászlaja
Honduras zászlaja
Kanada zászlaja
Mexikó zászlaja
Nicaragua zászlaja
Panama zászlaja
Saint-Pierre és Miquelon zászlaja (nem hivatalos) (Franciaország)
Salvador zászlaja
Amerikai Egyesült Államok zászlaja Lásd még: Az Amerikai Egyesült Államok tagállamainak zászlói